# Mont Takawangha
El mont Takawangha és un estratovolcà que es troba a l'illa de Tanaga, a les illes Aleutianes, a l'estat d'Alaska, Estats Units. Es troba molt a prop d'un altre de l'illa, el mont Tanaga. A l'est del Takawangha hi ha d'altres volcans més antics i erosionats. El cim s'alça fins als 1.449 msnm, cosa que el converteix en el segon cim més alt de l'illa. La seva darrera erupció va tenir lloc vers el 1550, tot i que hi ha la possibilitat que recents erupcions atribuïdes al mont Tanaga fossin al Takawangha. A l'interior del seu cràter i als seus flancs hi ha cons de tefra. El cim està cobert principalment de gel, amb l'excepció dels quatre cràters més joves.